# Holler (película)
Holler es una película dramática estadounidense de 2020 escrita y dirigida por Nicole Riegel en su debut como directora. Está protagonizada por Jessica Barden, Becky Ann Baker, Pamela Adlon, Gus Halper y Austin Amelio. Paul Feig se desempeña como productor ejecutivo a través de Feigco Entertainment.
Holler tuvo su estreno mundial en el Festival de cine estadounidense de Deauville el 8 de septiembre de 2020 y se estrenó en cines en los Estados Unidos el 11 de junio de 2021.

## Sinopsis
Una joven se une a un peligroso equipo de chatarra para poder pagar sus estudios en la universidad. Con su objetivo a la vista, se da cuenta de que el coste final de la educación es mayor de lo que esperaba y se encuentra dividida entre un futuro prometedor y una familia que dejaría atrás.

## Reparto
- Jessica Barden como Ruth
- Gus Halper como Blaze
- Austin Amelio como Hark
- Becky Ann Baker como Linda
- Pamela Adlon como Rhonda
- Myesha Butler como Desiree

## Estreno
La película tuvo su estreno mundial en el Festival de cine estadounidense de Deauville el 8 de septiembre de 2020. También se proyectó en el Festival Internacional de Cine de Toronto 2020 como parte de TIFF Industry Selects el 9 de septiembre de 2020. Inicialmente, la película tenía previsto su estreno mundial en South by Southwest en marzo de 2020, sin embargo, el festival fue cancelado debido a la pandemia de COVID-19. En febrero de 2021, IFC Films adquirió los derechos de distribución de la película. Fue estrenada el 11 de junio de 2021. 

## Recepción
Holler recibió reseñas generalmente positivas de parte de la crítica y de la audiencia. En el sitio web agregador de reseñas Rotten Tomatoes, la película posee una aprobación de 92%, basada en 75 reseñas, con una calificación de 7.1/10, y con un consenso crítico que dice: "Es difícil no escuchar ecos de historias igualmente desesperadas, pero Holler las ahoga con actuaciones sólidas y una empatía palpable." De parte de la audiencia tiene una aprobación de 74%, basada en más de 50 votos, con una calificación de 3.8/5.
El sitio web Metacritic le dio a la película una puntuación de 76 de 100, basada en 16 reseñas, indicando "reseñas generalmente favorables", mientras que en el sitio IMDb los usuarios le asignaron una calificación de 6.2/10, sobre la base de más de 1600 votos.